# Christian Dacquet
Christian Dacquet est un footballeur professionnel français, né le 1er décembre 1942 à Wadicourt.
Il mesure 1,80 m et pèse 72 kg. Il évoluait au poste de défenseur.

## Clubs
- 1961 1962  :  Lille OSC (D2) : 6 matchs, 0 but[1]
- 1962 1963  :  Lille OSC (D2) : 7 matchs, 0 but
- 1963 1964  :  Lille OSC (D2) : 34 matchs, 2 buts
- 1964 1965  :  Lille OSC (D1) : 22 matchs, 2 buts
- 1965 1966  :  Lille OSC (D1) : 30 matchs, 2 buts
- 1966 1967  :  Lille OSC (D1) : 20 matchs, 0 but
- 1967 1968  :  Lille OSC (D1) : 1 match, 0 but

## Palmarès
- Champion de D2 avec le Lille OSC en 1964
- Sélectionné en Équipe de France de football de deuxième division